# Anterós
Anterós (řecky Ἀντέρως) je postava z řecké mytologie, průvodce Afrodity a její syn, kterého zplodila s Árem, tedy bratr Eróta. Byl uctíván jako bůh opětované lásky.
Podle legendy byl Anterós zplozen, aby si měl Erós s kým hrát. Oba sourozenci jsou zobrazováni podobně, tedy s křídly a lukem, rozdíl je v tom, že Anterós má dlouhé vlasy a křídla motýlího tvaru. Vzájemný zápas mezi bratry je častým námětem výtvarných děl: jejich vztah představuje polaritu citu a rozumu. Zatímco Erós způsobuje iracionální zamilovanost na první pohled, která často špatně skončí, Anterós usiluje o to, aby každý cit došel svého naplnění ve vzájemném dlouhodobém vztahu. Jeho úkolem proto je trestat ty, kteří láskou druhých lidí opovrhujíli nebo ji zneužívajíi pro sebe.
Ve starověkých Athénách nechali metoikové postavit Anterovi oltář. Pausaniás k tomu uvedl jako vysvětlení následující příhodu: metoik Timagoras se zamiloval do mladého zámožného Athéňana jménem Meles. Ten Timagorem pro jeho nízký původ pohrdal, na jeho vyznání lásky reagoval výsměchem a poslal ho, ať radši skočí ze skály. Timagoras to skutečně udělal a po jeho smrti byl Meles pronásledován Anterovým hněvem, až mu nezbylo než ukončit svůj život skokem ze stejné skály.
Na londýnském náměstí Piccadilly Circus se nachází fontána s hliníkovou sochu, které se obecně říká „Eros“, ve skutečnosti však v ní sochař Alfred Gilbert ztvárnil právě Antera, aby vzdal úctu nesobecké lásce k bližním, kterou projevoval zemřelý Anthony Ashley-Cooper, hrabě ze Shaftebury.